# Chrudim I
Chrudim I (Vnitřní Město) je část okresního města Chrudim. V roce 2009 zde bylo evidováno 122 adres. V roce 2011 zde trvale žilo 421 obyvatel.
Chrudim I leží v katastrálním území Chrudim o výměře 20,72 km2.